# Verónica Arroyos
Verónica Arroyos Morales (Nuevo Casas Grandes, 22 agosto 1972) è un'ex cestista messicana.
È la sorella di José Luis e Zulema Arroyos.

## Carriera
Con il Messico ha disputato tre edizioni dei Campionati americani (1993, 2001, 2003).